# Keanu Neal
Keanu Neal (Webster, 26 luglio 1995) è un giocatore di football americano statunitense che milita nel ruolo di safety per i Tampa Bay Buccaneers della National Football League (NFL).

## Carriera universitaria
Neal al college giocò con i Florida Gators dal 2013 al 2015. Dopo avere messo a segno 96 tackle, un intercetto e due sack nella terza annata, decise di saltare l'ultima stagione nel college football per rendersi eleggibile nel Draft NFL.

## Carriera professionistica

### Atlanta Falcons
Neal fu scelto come 17º assoluto nel Draft NFL 2016 dagli Atlanta Falcons. Dopo avere saltato le prime due gare stagionali a causa di un infortunio al ginocchio, debuttò come professionista nel terzo turno partendo come titolare contro i New Orleans Saints, mettendo a segno 4 tackle e un passaggio deviato. Due settimane dopo forzò il suo primo fumble nella vittoria sui Denver Broncos. La sua prima stagione regolare si chiuse al secondo posto della squadra con 106 tackle, oltre a 5 fumble forzati. La Pro Football Writers of America lo inserì nella formazione ideale dei rookie. Il 5 febbraio 2017 partì come titolare nel Super Bowl LI in cui i Falcons furono battuti ai tempi supplementari dai New England Patriots dopo avere sprecato un vantaggio di 28-3 a tre minuti dal termine del terzo quarto.

### Dallas Cowboys
Il 14 aprile 2021 Neal firmò un contratto annuale da 5 milioni di dollari con i Dallas Cowboys.

## Palmarès

### Franchigia
- National Football Conference Championship: 1

Atlanta Falcons: 2016

### Individuale
- Convocazioni al Pro Bowl: 1

2017
- PFWA All-Rookie Team - 2016